# ماكسين سوليفان
ماكسين سوليفان (بالإنجليزية: Maxine Sullivan)‏ هي مغنية وموسيقية أمريكية، ولدت في 13 مايو 1911 في نيويورك في الولايات المتحدة، وتوفي بنفس المكان في 7 أبريل 1987.

## وصلات خارجية
- ماكسين سوليفان على موقع IMDb (الإنجليزية)
- ماكسين سوليفان على موقع روتن توميتوز (الإنجليزية)
- ماكسين سوليفان على موقع ميوزك برينز (الإنجليزية)
- ماكسين سوليفان على موقع قاعدة بيانات برودواي على الإنترنت (الإنجليزية)
- ماكسين سوليفان على موقع أول ميوزيك (الإنجليزية)
- ماكسين سوليفان على موقع ديسكوغز (الإنجليزية)
- ماكسين سوليفان على موقع قاعدة بيانات الفيلم (الإنجليزية)